# Jacob Hazel
Jacob Louis Hazel (Bradford, 15 aprile 1994) è un calciatore nevisiano con cittadinanza britannica, attaccante del Boston United e della nazionale nevisiana.

## Biografia
È il figlio di Des Hazel, ex calciatore professionista e nazionale nevisiano.

## Carriera

### Club
Hazel ha cominciato la carriera con la maglia del Chesterfield. Il 21 gennaio 2012 si è affacciato per la prima volta in prima squadra, accomodandosi in panchina in occasione della 27ª giornata della Football League One 2011-2012, in casa del Colchester United: non è stato però utilizzato e la sua squadra ha vinto la partita per 1-2. Ha esordito in squadra il 4 settembre successivo, subentrando a Scott Boden nel successo per 2-1 sull'Oldham Athletic, in una sfida valida per il Football League Trophy. L'8 settembre ha debuttato in League One, schierato titolare nel pareggio per 2-2 in casa dello York City. Il 15 dicembre 2012, il Chesterfield ha reso noto il suo trasferimento in prestito al Matlock Town. Rientrato da questo prestito, in data 15 marzo 2013 è stato ceduto con la medesima formula al Workington, fino al termine della stagione.
Alla fine del mese di maggio 2013, Mike Speight ha organizzato un provino con i norvegesi del Moss per Hazel, che non ha portato però ad alcun trasferimento. Il giocatore è così passato in prestito allo Sprint-Jeløy, compagine militante in 3. divisjon (quarto livello del campionato locale). Ha esordito in squadra il 27 luglio, trovando anche una rete nella vittoria per 2-5 sul campo dello Sparta Sarpsborg. Ha totalizzato 17 reti in 12 presenze in squadra. È tornato al Chesterfield il 1º novembre 2013, a stagione conclusa. Il 4 gennaio 2014 è passato al Buxton, sempre con la formula del prestito.
Il 19 marzo 2014, Hazel è stato ceduto a titolo temporaneo allo United of Manchester. A fine stagione, il trasferimento è diventato a titolo definitivo. È stato successivamente in forza all'Ashton United ed al Mickleover Sports. Dopo un'esperienza al Frickley Athletic, in data 15 maggio 2016 si è accordato con il Gainsborough Trinity. Il 17 settembre successivo è passato al Farsley Celtic con la formula del prestito trimestrale. In seguito a questa esperienza, è stato in forza allo Scarborough, per poi tornare al Frickley Athletic.
Il 15 maggio 2020, Hazel è stato ingaggiato dal Whitby Town. Il 31 dicembre 2021 ha prolungato l'accordo che lo legava al club, fino a maggio 2023.
Il 6 maggio 2022, il Darlington ha reso noto il tesseramento di Hazel.

### Nazionale
A giugno 2015, Hazel è stato convocato dal commissario tecnico di Saint Kitts e Nevis Jacques Passy in vista delle partite di qualificazioni al mondiale 2018 da disputarsi contro El Salvador. È rimasto in panchina nelle doppia sfida, andata e ritorno, in cui la selezione salvadoregna si è imposta col punteggio complessivo di 6-3. Hazel ha esordito il 19 novembre 2016, schierato titolare nell'amichevole pareggiata per 1-1 contro l'Estonia.
Il 15 giugno 2023, Hazel è stato incluso tra i convocati per la Gold Cup 2023.

## Statistiche

### Cronologia presenze e reti in nazionale
| Cronologia completa delle presenze e delle reti in nazionale ― Saint Kitts e Nevis | Cronologia completa delle presenze e delle reti in nazionale ― Saint Kitts e Nevis | Cronologia completa delle presenze e delle reti in nazionale ― Saint Kitts e Nevis | Cronologia completa delle presenze e delle reti in nazionale ― Saint Kitts e Nevis | Cronologia completa delle presenze e delle reti in nazionale ― Saint Kitts e Nevis | Cronologia completa delle presenze e delle reti in nazionale ― Saint Kitts e Nevis | Cronologia completa delle presenze e delle reti in nazionale ― Saint Kitts e Nevis | Cronologia completa delle presenze e delle reti in nazionale ― Saint Kitts e Nevis |
| Data                                                                               | Città                                                                              | In casa                                                                            | Risultato                                                                          | Ospiti                                                                             | Competizione                                                                       | Reti                                                                               | Note                                                                               |
| ---------------------------------------------------------------------------------- | ---------------------------------------------------------------------------------- | ---------------------------------------------------------------------------------- | ---------------------------------------------------------------------------------- | ---------------------------------------------------------------------------------- | ---------------------------------------------------------------------------------- | ---------------------------------------------------------------------------------- | ---------------------------------------------------------------------------------- |
| 19-11-2016                                                                         | Basseterre                                                                         | Saint Kitts e Nevis                                                                | 1 – 1                                                                              | Estonia                                                                            | Amichevole                                                                         | -                                                                                  |                                                                                    |
| 4-6-2017                                                                           | Erevan                                                                             | Armenia                                                                            | 5 – 0                                                                              | Saint Kitts e Nevis                                                                | Amichevole                                                                         | -                                                                                  |                                                                                    |
| 7-6-2017                                                                           | Tbilisi                                                                            | Georgia                                                                            | 3 – 0                                                                              | Saint Kitts e Nevis                                                                | Amichevole                                                                         | -                                                                                  |                                                                                    |
| 24-6-2023                                                                          | Fort Lauderdale                                                                    | Trinidad e Tobago                                                                  | 3 – 0                                                                              | Saint Kitts e Nevis                                                                | Gold Cup 2023 - 1º turno                                                           | -                                                                                  | 63’                                                                                |
| 2-7-2023                                                                           | Santa Clara                                                                        | Giamaica                                                                           | 5 – 0                                                                              | Saint Kitts e Nevis                                                                | Gold Cup 2023 - 1º turno                                                           | -                                                                                  | 60’                                                                                |
| Totale                                                                             |                                                                                    | Presenze                                                                           | 5                                                                                  |                                                                                    | Reti                                                                               | 0                                                                                  |                                                                                    |